# Firehose
Firehose, oftast skrivet fIREHOSE, var ett amerikanskt rockband, aktivt mellan 1986 och 1994. Det bestod av Mike Watt (basgitarr, sång), Ed Crawford (gitarr, sång) och George Hurley (trummor).
Watt och Hurley hade tidigare under 1980-talet spelat tillsammans i det inflytelserika punkrockbandet Minutemen. När gruppens gitarrist och sångare D. Boon avled i en bilolycka i slutet av 1985 övertalades de av Minutemen-fanet Crawford att bilda Firehose. Allt material de gav ut med bandet tillägnades Boon.

## Diskografi
Studioalbum
- 1986 – Ragin', Full-On
- 1987 – If'n
- 1989 – Fromohio
- 1991 – Flyin' the Flannel
- 1993 – Mr. Machinery Operator

EP
- 1988 – Sometimes
- 1992 – Live Totem Pole

Singlar
- 1989 – "Time With You" (promo)
- 1994 – "Big Bottom Pow Wow" (promo)
- 1995 – "Red & Black" (live)

Samlingsalbum
- 2012 – lowFLOWs: The Columbia Anthology ('91–'93)